# Lorenzetto

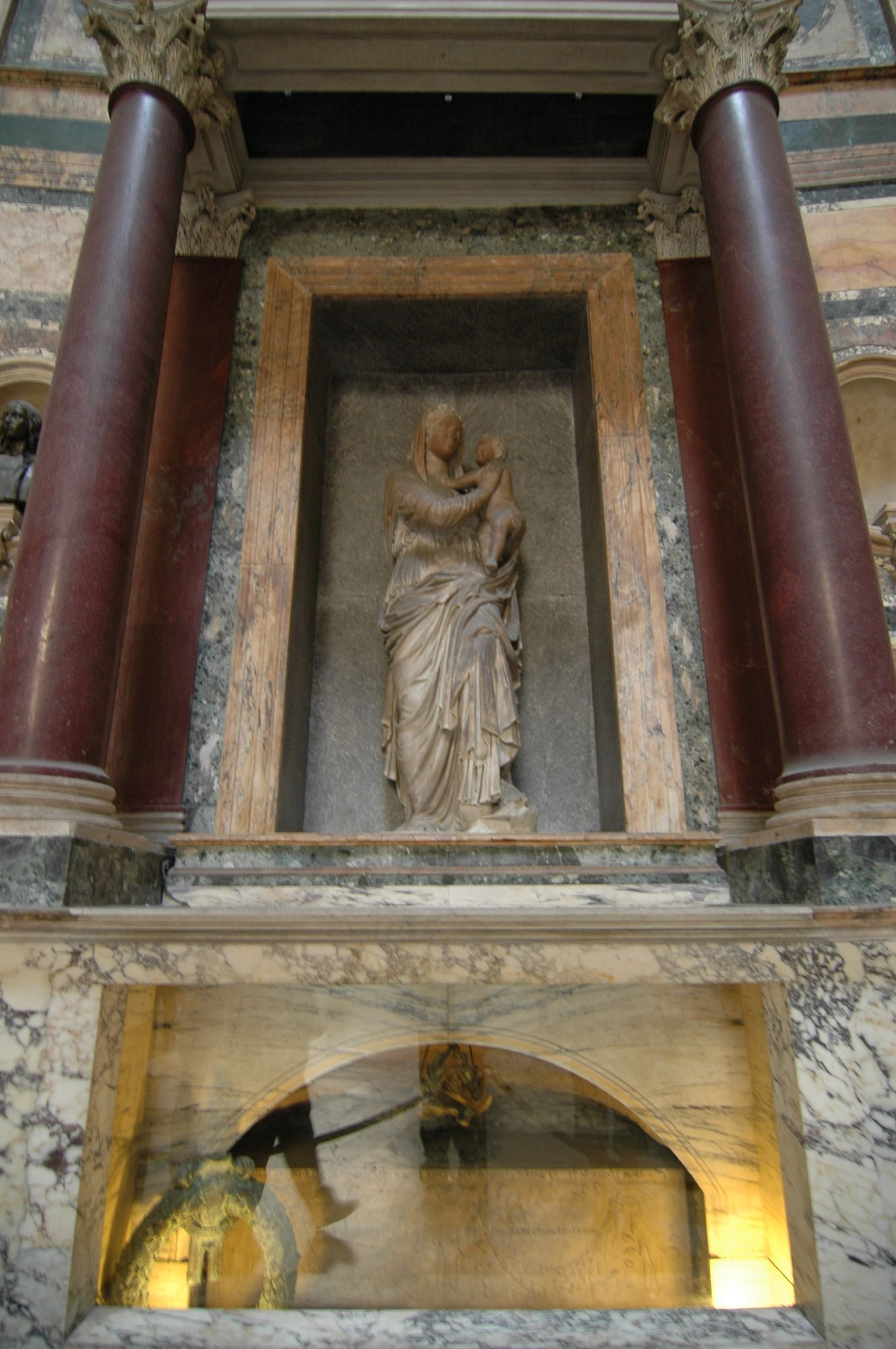
Madonna del Sasso über dem Grab Raffaels

Lorenzetto, auch Lorenzo Lotti, Lorenzo Giovanni di Ludovico und Lorenzo di Lodovico di Guglielmo (* 1490 in Florenz; † 1541 in Rom) war ein italienischer Architekt und Bildhauer.
Nach einigen eher bescheidenen Werken in seiner Heimatstadt verließ Lorenzetto Florenz und ging nach Pistoia, wo er das von Verrocchio unvollendete Grabmal Forteguerri vollendete und dabei die Figur des Kardinals und diejenige der Caritas schuf. Danach begab er sich nach Rom. Dort traf er auf Raffael, mit dem er zusammenzuarbeiten begann. Er schuf unter Mitwirkung Raffaello da Montelupos die berühmten Statuen des Elias und des Jonas für die Nischen der Chigi-Kapelle in der Kirche Santa Maria del Popolo in Rom. Der Kopf des Jonas wurde vermutlich von der antiken Statue des Antinous Farnese im Archäologischen Nationalmuseum Neapel inspiriert. Für die gleiche Kapelle entstand auch das Bronzerelief mit dem Thema Jesus und die Samariterin. In der Nische über dem Grab Raffaels im Pantheon steht seine Marienstatue Madonna del Sasso, deren Standmotiv von der Nike von Brescia abgeleitet ist. In einer Seitenkapelle der deutschen Nationalkirche Santa Maria dell’Anima schuf er eine Kopie der Pietà von Michelangelo, wobei er jedoch das Vorbild in einigen markanten Merkmalen so veränderte, dass die Personen weniger idealisiert erscheinen. In seinen letzten Lebensjahren arbeitete er als Architekt an der Errichtung von Sankt Peter in Rom.

## Weblink
| Personendaten    | Personendaten                               |
| ---------------- | ------------------------------------------- |
| NAME             | Lorenzetto                                  |
| ALTERNATIVNAMEN  | Lorenzo Giovanni di Ludovico; Lorenzo Lotti |
| KURZBESCHREIBUNG | italienischer Architekt und Bildhauer       |
| GEBURTSDATUM     | 1490                                        |
| GEBURTSORT       | Florenz                                     |
| STERBEDATUM      | 1541                                        |
| STERBEORT        | Rom                                         |